# Ateísmo hindu
Ateísmo hindu ou não-teísmo hindu, conhecido como Nirīśvaravāda (sânscrito: निरीश्वर्वाद, nir-īśvara-vāda, lit. "Argumento contra a existência de Ishvara"), tem sido um ponto de vista historicamente defendido em muitas das correntes Astika (Ortodoxas) da Filosofia hindu. Ateus espirituais hindus, agnósticos ou não-teístas que afirmam a santidade dos Vedas e o conceito de Brahman, bem como aqueles que seguem as filosofias astika (ortodoxas) mas rejeitam deuses pessoais, também são chamados de ateus dármicos, ateus védicos ou ateus Sanatanis.
Nas línguas indianas atuais, como o Hindi ou o bengali, āstika e seus derivados geralmente significam 'teísta', e nāstika e seus derivados denotam um 'ateu'; no entanto, os dois termos na literatura sânscrita dos períodos antigo e medieval não se referem a 'teísmo' ou 'ateísmo'. Na Índia antiga, astika referia-se àqueles que afirmavam a santidade dos Vedas, do atman e do Brahman, enquanto nastika, por contraste, são aqueles que negam todas as definições mencionadas de āstika; eles não acreditam na existência do eu ou de Ishvara (Deus) e rejeitam a santidade dos Vedas.
Às vezes, as filosofias nastika também são consideradas parte da Filosofia hindu porque a palavra 'hindu' é na verdade um exônimo e, historicamente, o termo também foi usado como um identificador geográfico, cultural e, posteriormente, religioso para as pessoas que vivem no Subcontinente indiano.

## Etimologia
O termo em Sânscrito Āstika ("piedoso, crente") refere-se aos sistemas de pensamento que admitem a validade dos Vedas. Em sânscrito, asti significa "há", e Āstika (conforme Pāṇini 4.2.60) deriva do verbo, significando "aquele que diz 'asti'". Tecnicamente, na filosofia hindu, o termo Āstika refere-se apenas a afirmar a validade dos Vedas, não a uma crença na existência de um deus. No entanto, mesmo quando os filósofos professavam lealdade aos Vedas, essa lealdade pouco fazia para restringir a liberdade de suas especulações filosóficas. Ao contrário, a aceitação da autoridade dos Vedas era uma maneira conveniente para que as visões de um filósofo se tornassem aceitáveis para os ortodoxos, mesmo que um pensador introduzisse uma ideia completamente nova. Assim, os Vedas podiam ser citados para corroborar uma ampla diversidade de visões; eles eram usados tanto pelos pensadores Vaisheshika (ou seja, aqueles que acreditam em particulares últimos, tanto almas individuais quanto átomos) quanto pelos filósofos não-dualistas Advaita Vedanta.